# IC 4111
IC 4111 је лентикуларна галаксија у сазвјежђу Береникина коса која се налази на листи објеката дубоког неба у Индекс каталогу.
Деклинација објекта је + 28° 4' 14" а ректасцензија 13h 2m 56,7s. Привидна величина (магнитуда) објекта IC 4111 износи 14,8 а фотографска магнитуда 15,8. IC 4111 је још познат и под ознакама MCG 5-31-113, CGCG 160-116, DRCG 27-165, DFOT 315, PGC 45051.